# کریستیز
کریستیز (به انگلیسی: Christie's) یک بنگاه تجارت آثار هنری و یک خانه حراج اشیاء هنری با شهرت جهانی است. اکنون این مرکز بزرگ‌ترین خانه حراج دنیا با مجموع فروش ۳٫۵ میلیارد دلاری در نیمه اول سال ۲۰۱۲ میلادی است.
کریستیز دارای دفاتر اصلی در خیابان کینگ در لندن، انگلستان و راکفلر پلازا در نیویورک، ایالات متحده آمریکا است.

## تاریخچه
متون رسمی شرکت بیان می‌کنند که جیمز کریستی اولین فروش خود را در تاریخ ۵ دسامبر ۱۷۶۶ میلادی در لندن سازمان داد، و قدیمی‌ترین کاتالوگ حراج که در اختیار این شرکت است به ماه دسامبر ۱۷۶۶ برمی‌گردد. اگرچه منابعی دیگر گزارش می‌کنند که جیمز کریستی اتاق‌های حراج را از سال ۱۷۶۲ اجاره کرده‌است، و آگهی‌های تبلیغاتی خانه حراج کریستی در روزنامه‌ها به سال ۱۷۵۹ میلادی برمی‌گردند. کریستیز به زودی و با بهره از مقام تازه یافته لندن به عنوان مرکز بزرگ تجارت جهانی هنر پس از انقلاب فرانسه، به عنوان یک خانه حراج مهم شهرت می‌یابد.
از سال ۱۸۵۹ این شرکت با عنوان کریستی، مانسون و وودز شناخته می‌شد. در ۱۹۸۵ اولین دفتر خارج از کشور خود را با استخدام یک نماینده در رم بنیان نهاد. اولین خانه حراج خارج از کشور را در شهر ژنو ایجاد کرد که به حراج جواهرات اختصاص دارد.
کریستیز بین سال‌های ۱۹۷۳ تا ۱۹۹۹ یک شرکت سهامی عام بود و در بورس لندن مبادله می‌شد. در ماه مه ۱۹۹۸، یک شرکت هلدینگ به نام گروپِ آرتمیس متعلق به فرانسوا پینو (به فرانسوی: François Pinault) ابتدا ۲۹٫۱ درصد شرکت را به ارزش ۲۴۳٫۲ میلیون دلار خرید و سپس در یک معامله باقی‌مانده سهم شرکت را، در مجموع به ارزش ۱٫۲ میلیارد دلار، خریداری نمود.

## مکان‌ها

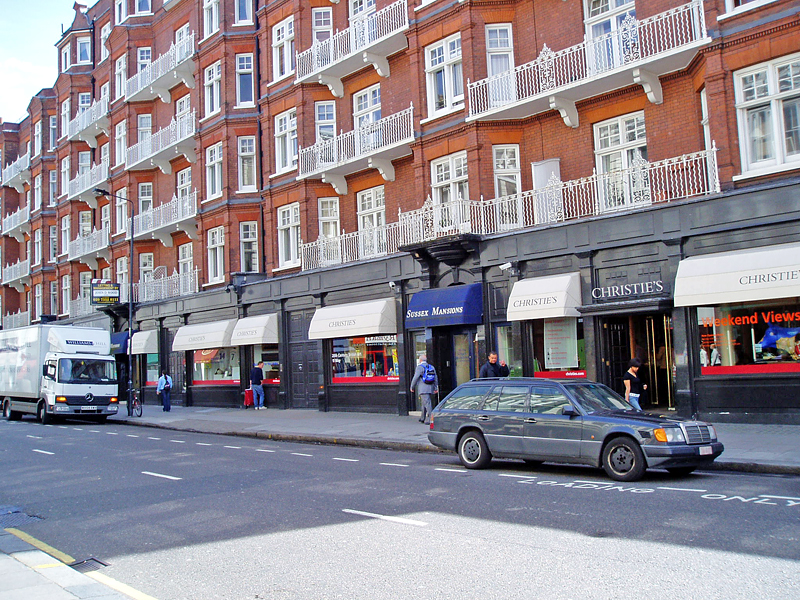
شعبه دوم فروشگاه کریستیز لندن در کنزینگتون جنوبی

خانه حراج اصلی کریستیز در خیابان کینگ در محله سنت جیمز لندن، که از سال ۱۸۲۳ در آنجا مقیم شده، قرار دارد. دومین حانه حراج کریستیز در لندن در کنزینگتون جنوبی واقع شده که در سال ۱۹۷۵ باز شد و در بیشتر مواقع به اداره بازار میانی می‌پردازد. کریستیز کنزینگتون جنوبی یکی از شلوغ‌ترین خانه‌های حراج جهان است.
در سال ۱۹۷۷، کریستیز یک شعبه در خیابان پارک نیویورک افتتاح کرد، با اتاق حراجی که گنجایش ۶۰۰ نفر را دارد. با این حال متداوم با کمبود جا مواجه بوده و به همین دلیل با یک قرارداد ۳۰ ساله سالنی به مساحت ۳۰۰ هزار فوت مربع در مرکز راکفلر را به مبلغ ۴۰ میلیون دلار اجاره کرده‌است. تا سال ۲۰۰۱، کریستیز شرق، بخشی که فروش آثار و اشیاء هنری با بهای پایین‌تر اختصاص داشت، در شماره ۲۱۹ خیابان شصت و هفتم شرقی قرار داشت. در ۱۹۹۶، کریستیز یک خانه در خیابان ۵۹ شرقی منهتن خریداری نمود که به عنوان یک گالری مجزا به متخصصین مجال می‌داد در فضایی کاملاً خصوصی به اداره قراردادهای فروش آثار هنری مشتریان خود بپردازند. کریستیز در سال ۱۹۹۷ یک دفتر فروش در بورلی هیلز افتتاح کرد.
بعد از جنگ جهانی دوم در نیویورک بازارهای هنری بیشتر بر هنرهای امپرسیونیستی، مدرن و معاصر تمرکز کردند. در حالی که در انگلستان بیشتر بر آثار اساتید قدیمی تأکید می‌کردند که برای آنها مزیت نسبی داشت. فرانسه تا اواخر قرن یازدهم مرکز بازار هنری بود که اخیراً توسط چین احاطه شده‌است که دارای بزرگ‌ترین بازار هنر است (با سهم بازار حدود ۸ درصد). بین سالهای ۲۰۰۳ و ۲۰۰۷ بازارهای هنری رشد چشم گیر ۳۱۱ درصدی را تجربه کردند بخشی از این موضوع مربوط به اقتصادهای در حال ظهور جهانی بود که باعث شد کشورهایی مانند چین، روسیه و هند به تدریج به بخشی از بازارهای جهانی تبدیل شوند و افراد در اروپا و آمریکا حاشیه سود بالایی از این رشدها بدست آوردند. در بازارهای حراجی هنری هنرهای زیبا و امپرسیونیستی از طبقات مهم محسوب می‌شدند که در سال ۲۰۰۶ جای خود را به هنرهای معاصر دادند که به عنوان اثر ساخته شده به وسیله هنرمندانی محسوب می‌شود که بعد از ۱۹۴۵ متولد شده بودند. در سال ۲۰۰۷ هنرهای معاصر بیش از ۲۰ درصد در افزایش گردش مالی سالانه دو حراج معروف هنری یعنی ساتبی و کریستی نقش داشت. در بین سالهای ۲۰۰۳ و ۲۰۰۷ بازار هنر معاصر رشد ۸۵۱ درصدی، معدل بیش از دو برابر بازار هنر جهانی را تجربه کرد و در بحران بین سالهای ۲۰۰۷ تا ۲۰۰۸ سطح قیمت‌ها در حراج‌های هنری کاهش ۲۷ درصدی قیمت‌ها را تجربه کرده‌است. که گزارش‌های خانه‌های حراجی حاکی از کاهش فروش آثار هنری فروش یافته را داشته‌است.
از ژانویه ۲۰۰۹، کریستیز دارای ۸۵ دفتر (تمامی آن‌ها برای فروش نیستند) در ۴۳ کشور دارد. این دفاتر در شهر نیویورک، لس آنجلس، پاریس، ژنو، هیوستون، آمستردام، مسکو، وین، بوئنوس آیرس، برلین، رم، کره جنوبی، میلان، مادرید، ژاپن، چین، استرالیا، هنگ کنگ، سنگاپور، تل‌آویو، دبی، و مکزیکو سیتی واقع هستند. در ۱۹۹۵، کریستیز به اولین خانه حراج جهانی بدل شد که کارهای هنری را در پکن، چین به نمایش درآورد.
در اردیبهشت ماه ۱۳۹۳، وزیر فرهنگ و ارشاد اسلامی از مذاکرات با مقامات کریستیز جهت برگزاری حراج در جزیره کیش خبر داده بود، اما اندکی بعد توسط دست‌اندرکاران این شرکت تکذیب گردید.

## رسوایی تثبیت قیمت
در سال ۲۰۰۰، اتهاماتی از یک تبانی تثبیت قیمت بین کریستی و ساتبیز، یک خانه حراج مهم دیگر، رخ نمود. مدیرانی از کریستی متعاقباً به وزارت دادگستری از سوءظن خود در مورد تبانی تثبیت قیمت هشدار دادند.
کریستیز از تعقیب قانونی در ایالات متحده رهایی یافت چراکه یکی از کارکنان با سابقه این شرکت به اعتراف و همکاری با اف‌بی‌آی پرداخت. پس از آن بسیاری از اعضای مدیریت ساتبیز اخراج شدند، و آلفرد تاوبمن، یکی از بزرگ‌ترین سهامداران ساتبیز در آن زمان، بیشتر تقصیر را برعهده گرفت. او و دِدِ بروکس (مدیر عامل شرکت) به زندان افتادند و کریستیز، ساتبیز و مالکان آن‌ها در مجموع ۵۱۲ میلیون دلار برای حل و فصل دعوی مدنی پرداخت نمودند.

## فروش‌های قابل توجه

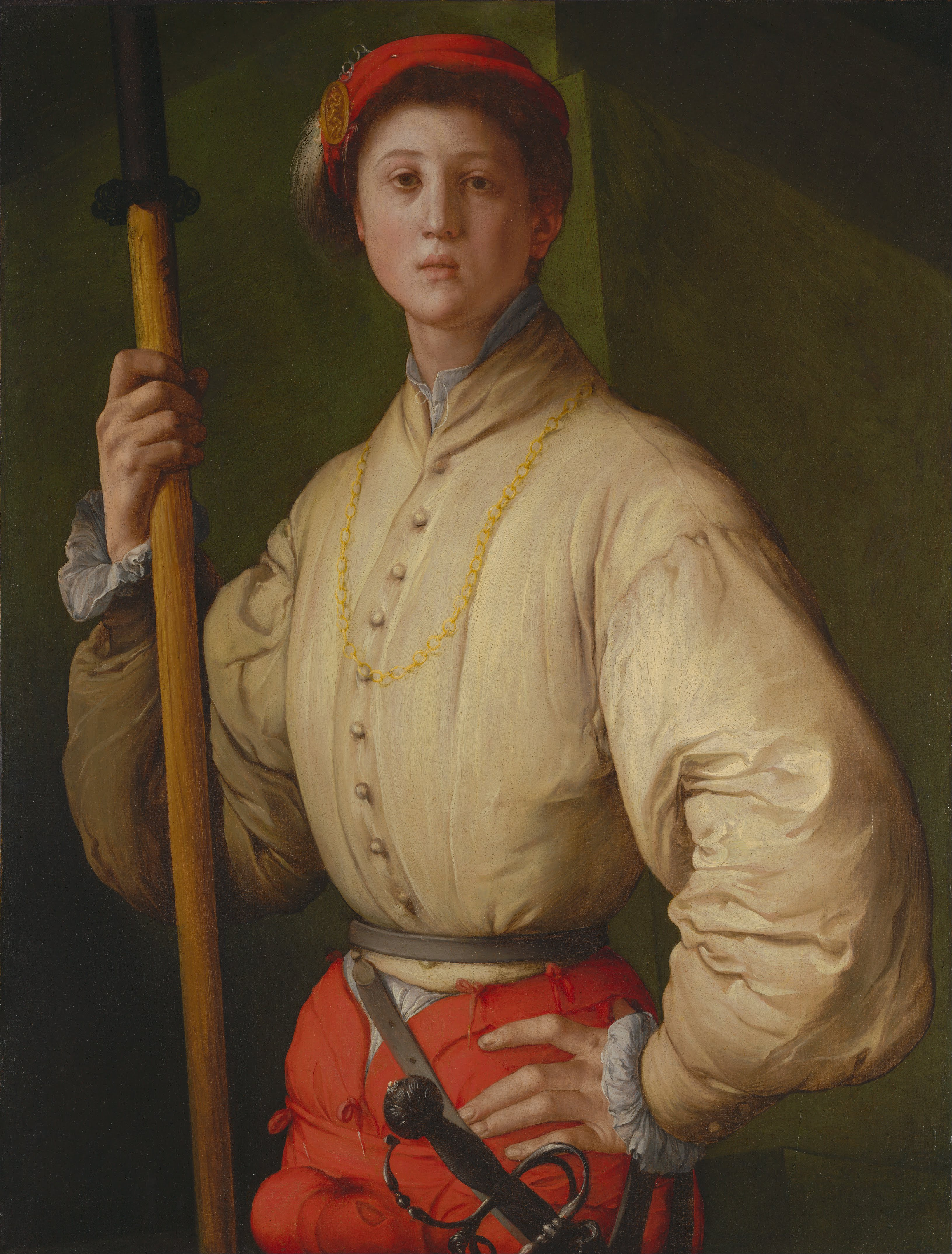
پونتورمو، تصویر یک ناچخدار, ۱۵۲۸–۱۵۳۰. فروخته شده توسط کریستیز به ارزش ۳۵٫۲ میلیون دلار در ۱۹۸۹. (موزه ژان پاول گتی، لس آنجلس)

- در ۱۹۸۷، در طی حراج رویال آلبرت هال، کریستیز یک خودرو بوگاتی رویال را به ارزش ۵٫۵ میلیون پوند به حراج گذاشت تا رکوردی جهانی را رقم زند.
- در ماه مه ۱۹۸۹، نقاشی تصویر یک ناچخدار (به انگلیسی: Portrait of a Halberdier) اثر پونتورمو (به انگلیسی: Pontormo) با رقم ۳۵٫۲ میلیون دلار به موزه جی. پال گتی فروخته شد. بیش از سه برابر رکوردی که برای یک نقاشی اساتید کهن تا آن زمان پرداخته شده بود.
- در ۱۹۹۸، کریستیز در نیویورک نسخه خطی ارشمیدس، پس از نتیجه دادگاه در نزاع مالکیت آن، را به فروش رساند.
- در ماه نوامبر ۱۹۹۹، یک رشته گردنبند از ردیف ۴۱ مروارید طبیعی از کوچک به بزرگ، که به باربارا هاتن متعلق بوده، در کریستیز ژنو به مبلغ ۱ میلیون و چهارصد و هفتاد و شش هزار دلار فروش رفت.
- در ژوئن ۲۰۰۱، التون جان ۲۰ خودرو خود را در کریستیز به فروش رساند، او گفته بود که شانسی برای راندن آن‌ها نداشته چراکه اغلب در خارج از کشور به‌سر می‌برده، این خودروها، که شامل یک جگوار اکس جی ۲۲۰، گرانترین به ارزش ۲۳۴٫۷۵۰ پوند، و چندین خودرو فراری، رولز رویس، و بنتلی می‌شد، در مجموع نزدیک به ۲ میلیون پوند فروش رفتند.
- در ۲۰۰۶، یک کاسه چینی تک اشرافی دودمان چینگ، که آن هم به باربارا هاتن تعلق داشته، توسط کریستیز هنگ کنگ به ارزش ۲۲ میلیون و ۲۴۰ هزار دلار به حراج گزارده شد.
- ۱۶ مه ۲۰۰۶، کریستیز یک استرادیواریوس (به انگلیسی: Stradivarius) (ساز زهی شبیه ویولن) به نام چکش (به انگلیسی: The Hammer) را با رکورد ۳ میلیون و ۵۴۴ هزار دلار به حراج بگذارد. این رقم، در آن زمان، بالاترین رقمی بود که برای یک ساز موسیقی پرداخت شده‌است.
- اکتبر ۲۰۰۶، کریستیز یک هزار قطعه از اشیاء رسمی پیشتازان فضا متعلق به استودیوهای تلویزیونی پارامونت سی بی اس را به حراج گزارد. یک مدل از فضاپیمای انترپرایز-دی (به انگلیسی: starship Enterprise-D)، استفاده شده در استار ترک: نسل بعدی (به انگلیسی: Star Trek: The Next Generation) و استار ترک نسل‌ها (به انگلیسی: Star Trek Generations) با رقم ۵۰۰ هزار دلار به فروش رفت.